# Alma Del Banco
Alma Aline Henriette del Banco (nacida el 24 de diciembre de 1862 en Hamburgo; fallecida allí el 8 de marzo de 1943) fue una pintora alemana. Perseguida por ser judía durante la era nazi, se suicidó en 1943 para evitar su deportación a un campo de exterminio.

## Vida y obra

### Familia
Alma del Banco provenía de una familia judía asimilada. Su padre, Eduard Moses del Banco (1810-1881), regentaba una tienda de venta de tabaco, cerdas de cerdo, pelo de caballo y plumas para camas en la Deichstrasse 16 y su madre, Therese Vallentin (1824-1884), procedía de Suecia. Después de la muerte de su padre, su medio hermano más joven, Siegmund (1846-1938), de 21 años, probablemente continuó el negocio de su padre hasta 1890. Después de la muerte de su madre, fue el cabeza de familia y el sostén de la familia de sus tres medias hermanas, junto con Alma Fanny (1857-1923) y Eleonore (1862-1934), la futura esposa de Hans Lübbert. Vivian en el apartamento de sus padres en la Katharinenstrasse 20. Desde 1919, Alma del Banco vivió con su hermano Siegmund, también soltero, en diferentes apartamentos en la Neuer Jungfernstieg 2, la Gänsemarkt 61 y la Jungfernstieg 50. Su hermano le alquiló un estudio en lo que hoy es la Große Theaterstrasse 34/35, que se convirtió en un popular lugar de encuentro de artistas y donde también vivió desde 1934. Tres cuartas partes de los judíos de Hamburgo vivían entre la Ciudad Vieja y la Ciudad Nueva de Hamburgo.

### Formación en pintura

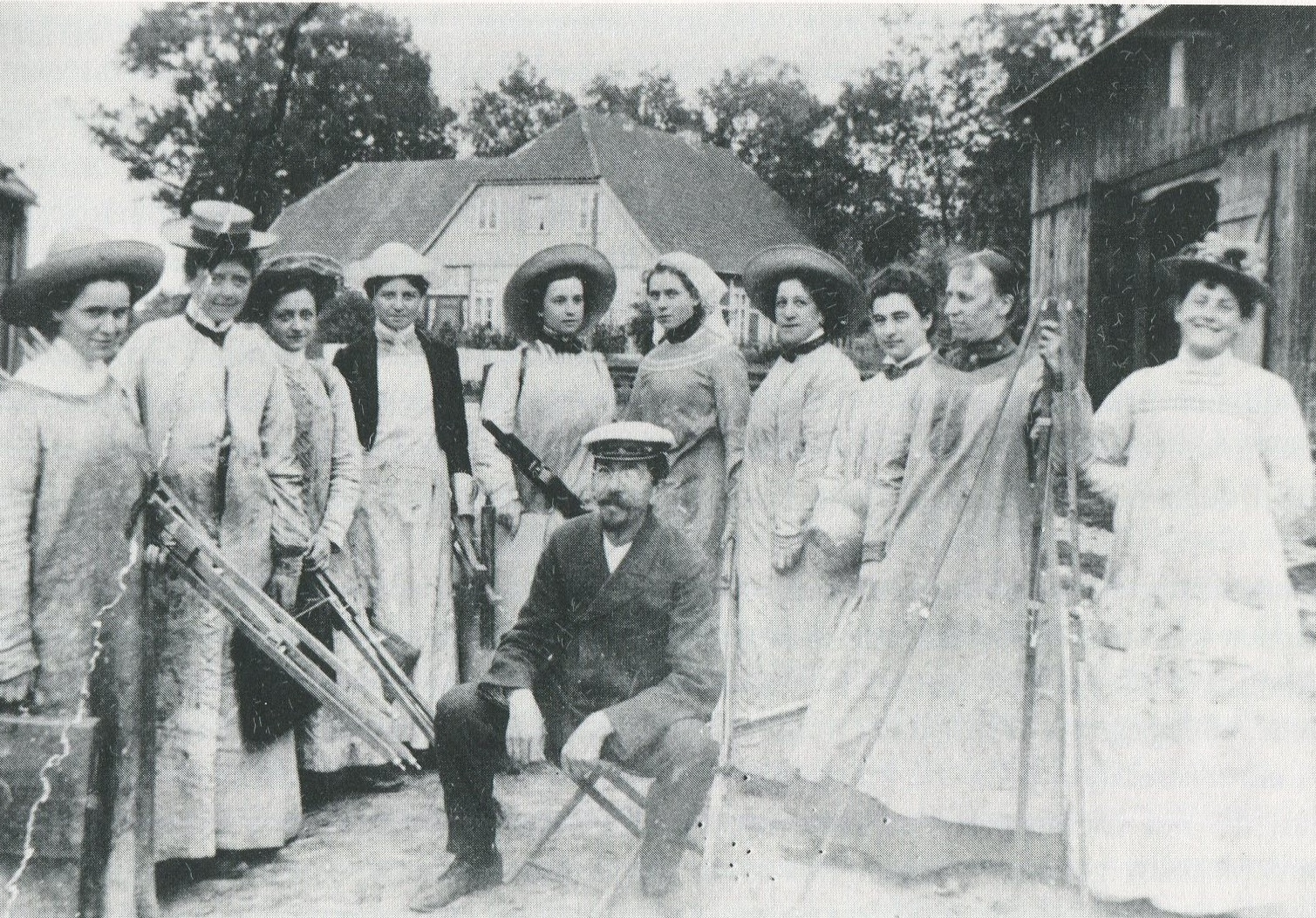
Ernst Eitner con sus alumnas de la escuela de pintura de Röver en un viaje de estudios a Neustadt in Holstein en 1897. Cuarta persona desde la derecha es Alma del Banco

A la edad de 30 años, del Banco se dedicó a la pintura después de dedicarse inicialmente a artesanía y manualidades. De 1895 a 1905, como muchas mujeres contemporáneas, se formó en pintura en la escuela de arte privada para mujeres Valeska Röver en Hamburgo y aprendió el estilo del impresionismo del norte de Alemania de la mano de Ernst Eitner y Arthur Illies.
De forma autodidacta, estudió las obras de Cézanne y Matisse, quienes, junto con su maestro Eitner, fueron los modelos formativos para sus primeras obras. Como viajó por el sur de Europa, los motivos de su Hamburgo natal los implementó de manera impresionista utilizando la paleta de colores del sur. También comenzó a experimentar con simplificaciones gráficas.
Poco antes del inicio de la Primera Guerra Mundial, continuó su formación en París con Jacques Simon, André Lhote y Fernand Léger. Se ocupó de las primeras obras de Léger y de los movimientos artísticos del momento: el cubismo y el expresionismo .

### Trabajo en la escena artística de Hamburgo

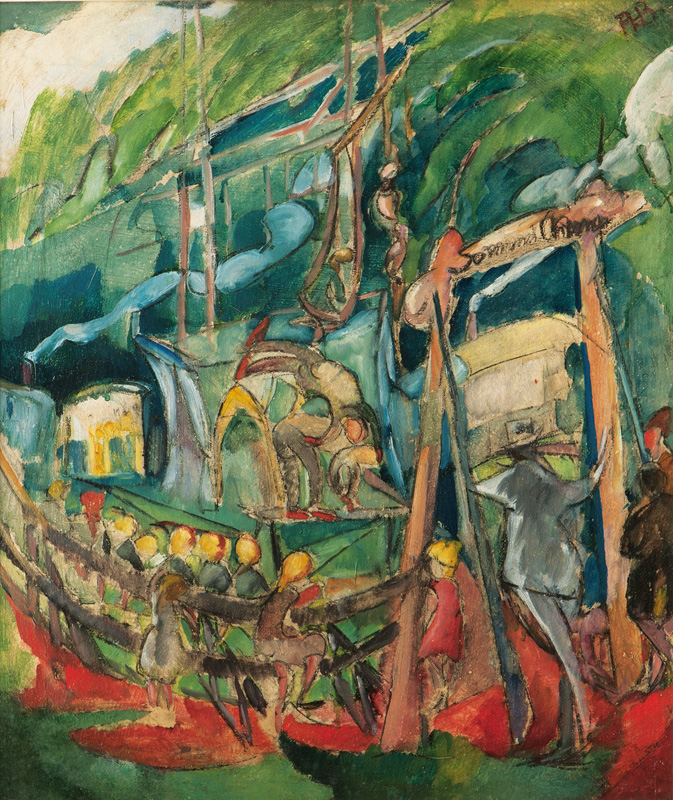
Teatro de verano, óleo sobre lienzo, hacia 1918-1922

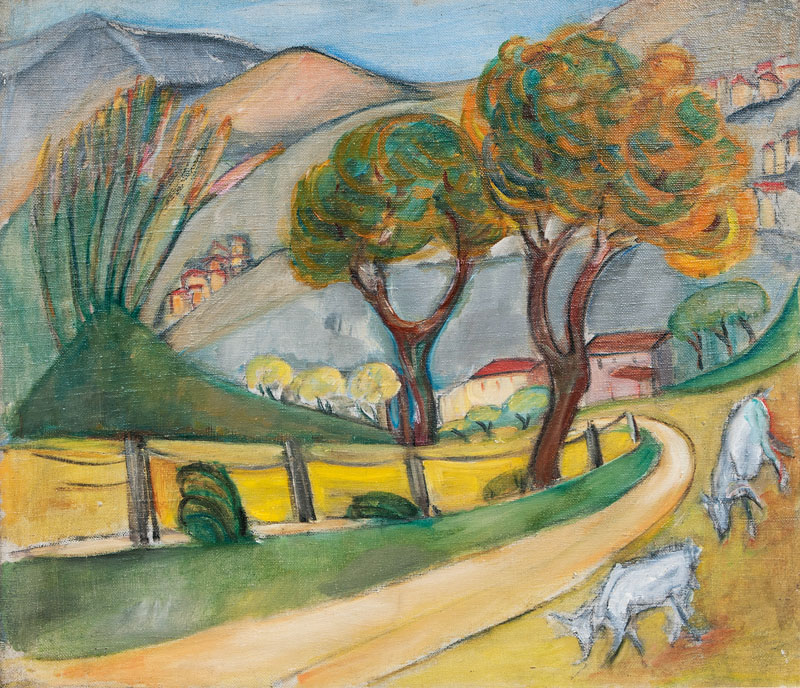
Paisaje de montaña con cabras, hacia 1932

En 1914 regresó a Hamburgo para trabajar como artista independiente en su propio estudio en la Große Theaterstrasse 34/35, que se convirtió en un lugar de encuentro para muchos pintores expresionistas de Hamburgo. Encontró el estudio con la ayuda de su hermano Siegmund del Banco. 
En los años posteriores a París, Alma del Banco desarrolló su propio estilo de expresión. En la década de 1920 atrajo la atención del espectador sobre los elementos gráficos poniendo especial énfasis en el dibujo preliminar. Influenciada por el cubismo, introdujo una ligera distorsión de los motivos de las imágenes. Una fina aplicación de pintura y algunas áreas del lienzo sin pintar crean una impresión general intencionadamente incompleta. Realizó viajes de estudio a Italia (con Gretchen Wohlwill en 1922), Francia y los Balcanes, que utilizó para sus obras.
Del Banco fue una de las personalidades importantes del panorama artístico de Hamburgo. En 1919 fue uno de los miembros fundadores de la Secesión de Hamburgo. En 1920 se unió a la Asociación de Artistas de Hamburgo y un año después a la Asociación de Artistas Alemanes. A principios de los años 20 participó en la mesa redonda del periodista y escritor Hans W. Fischer. En 1931 fue uno de los miembros fundadores del primer Club Zonta alemán.
A principios de los años 30, su estilo cambió a los setenta años. Ahora incorporaba elementos del estilo en desarrollo de la Secesión de Hamburgo. Como resultado, su obra deja de ser esbozada y parece más elaborada; las líneas de los bordes ahora forman pinceladas suaves y oscuras. Su alegría y su estilo pictórico crítico e intransigente caracterizan sus cuadros. A Alma del Banco le gustaba elegir motivos del norte de Alemania, Hamburgo y Cuxhaven y era una retratista muy solicitada. Pintó a numerosas personalidades de la sociedad de Hamburgo, como el alcalde Wilhelm Burchard-Motz, Ida Dehmel, Max Sauerlandt y Ludwig Wendemuth (1860-1929), constructor del túnel St. Pauli Elba. En Hamburgo durante la República de Weimar, fue una pintora muy valorada, al igual que sus colegas de la Secesión Anita Rée y Gretchen Wohlwill.

### Persecución y confiscación de sus obras
Este aprecio cambió con el creciente sentimiento antisemita de finales de la década de 1920, que finalmente condujo a la dictadura de los nacionalsocialistas. En 1933, la Asociación de Artistas de Hamburgo excluyó a Del Banco porque provenía de una familia judía. La Secesión de Hamburgo, por el contrario, se disolvió, entre otras cosas porque quería evitar a sus colegas de origen judío la humillación de la exclusión que era exigida por las autoridades nazis.
13 de las pinturas de Del Banco fueron confiscadas en la Hamburger Kunsthalle en 1937 en el marco de la campaña contra el "Arte Degenerado" ordenada por el gobierno. De ellas, nueve fueron destruidas. El paradero de tres obras no está claro. El retrato del pastor Hunzinger (óleo, 105 × 85,5 cm, hacia 1915),  vendido en 1940 al marchante de arte Bernhard A. Böhmer para su “explotación” en el mercado del arte, fue confiscado después de 1945 y a partir de marzo de 2021 para su restitución en el Museo de Historia Cultural de Rostock.  En 1938 Alma del Banco fue excluida de la Cámara de Cultura del Reich. Como judía y como artista de vanguardia, estuvo expuesta a la presión del régimen nazi. Las autoridades le prohibieron participar en exposiciones y, como resultado de su exclusión de las organizaciones de artistas y del desprecio del público por sus obras, quedó cada vez más aislada artística y socialmente.

### Últimos años

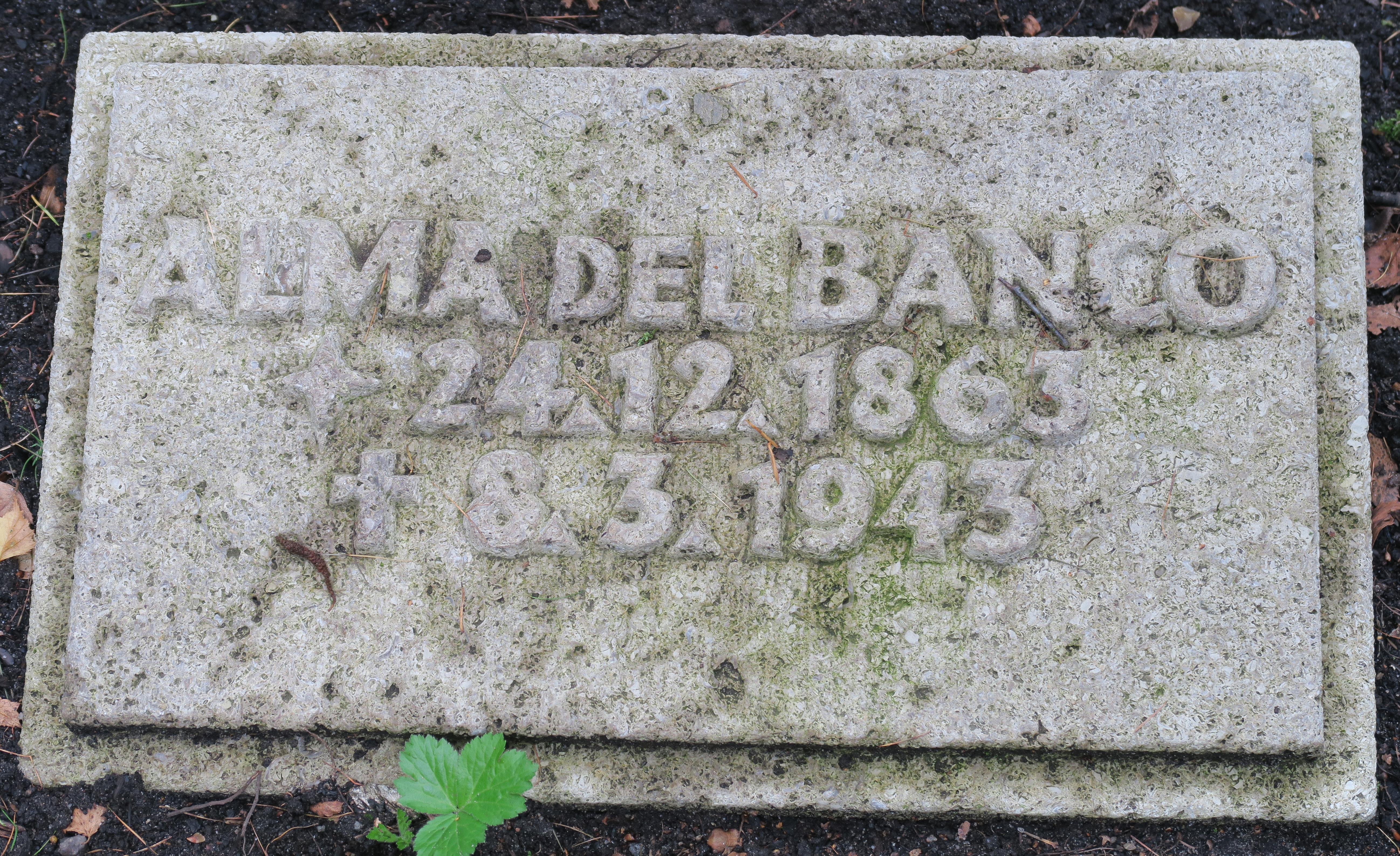
Lápida de Alma del Banco en el cementerio de Ohlsdorf

Tras la muerte de su hermano Siegmund del Banco (1856-1938), que también era soltero, se trasladó a Blankenese para vivir con su cuñado Hans Lübbert, que había sido relevado de todos sus puestos en la industria pesquera y que años antes le había montado un estudio en su casa. Allí las autoridades la pusieron bajo arresto domiciliario. Del Banco sufrió de insuficiencia cardíaca en sus últimos años. A los 79 años, se sentía demasiado débil y demasiado mayor para emigrar. Cuando recibió la orden de deportación a Theresienstadt, Alma del Banco se suicidó con morfina el 8 de marzo de 1943.
Alma del Banco fue enterrada en la tumba de la familia “Lübbert” en el cementerio de Ohlsdorf, donde una lápida la recuerda, cuadrícula AC 8 (en la Stillen Weg cerca de la Capilla 8).
Debido a su persecución y a la eliminación y destrucción parcial de sus obras durante el periodo nazi, ella y su obra fueron inicialmente olvidados. Con la ayuda de la historiadora del arte Maike Bruhns ha sido posible devolverla a la conciencia pública.

## Galería

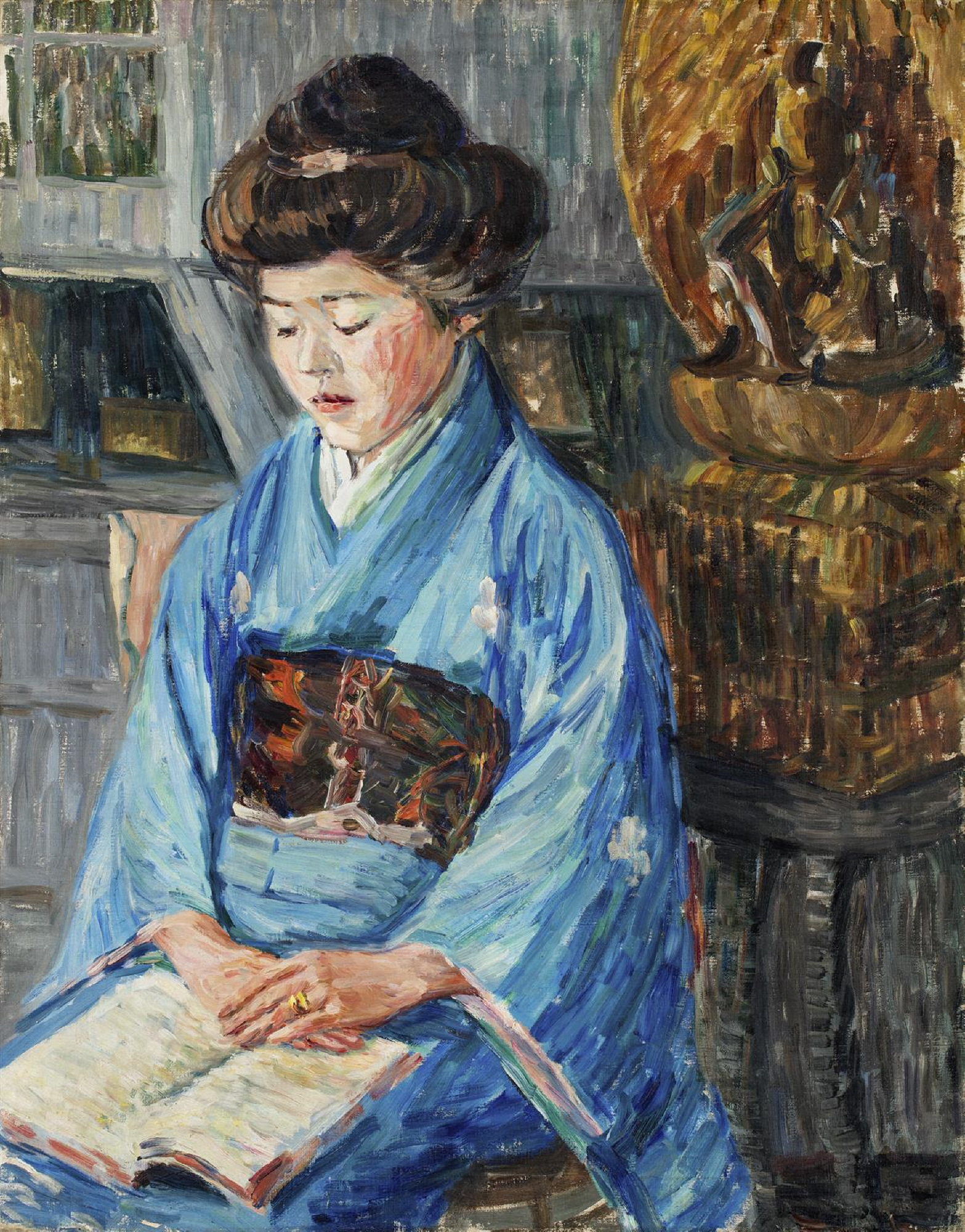
Japanerin, 1910, Hamburger Kunsthalle
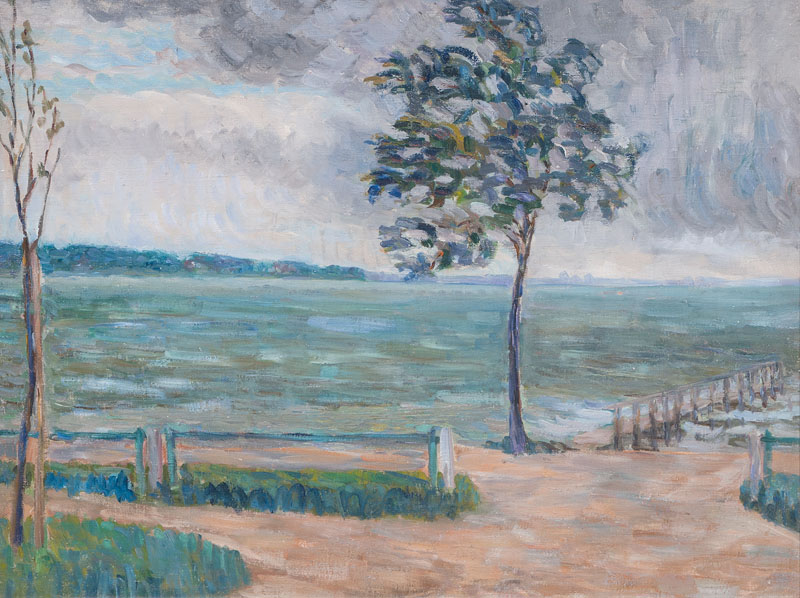
Fördeufer, um 1911
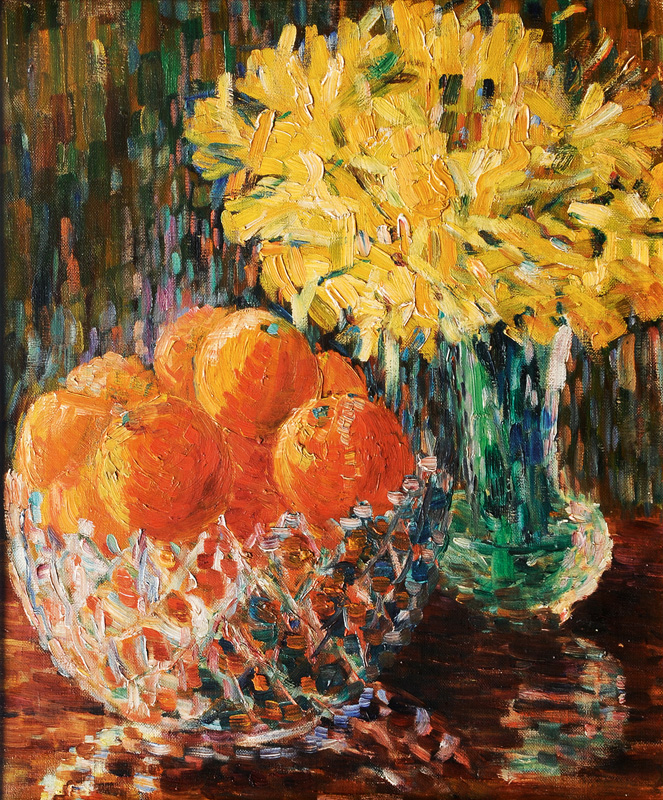
Apfelsinen und Narzissen, 1911
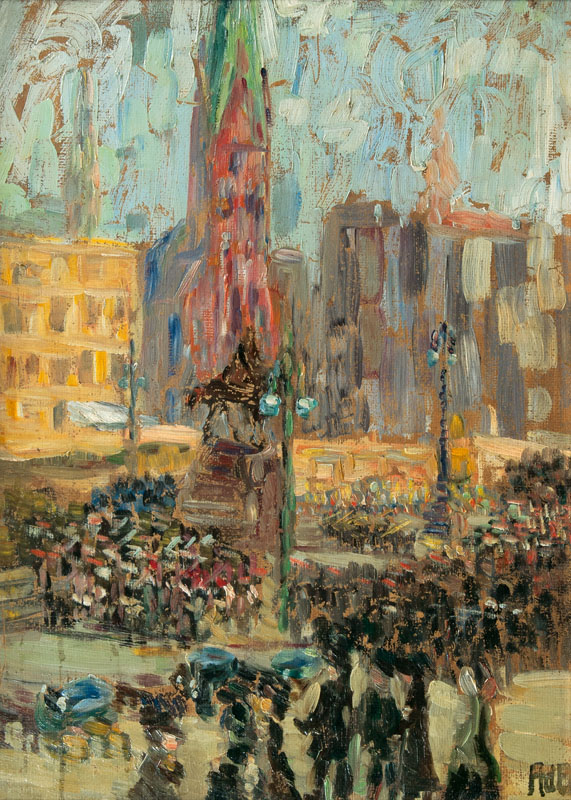
Hamburg, um 1912
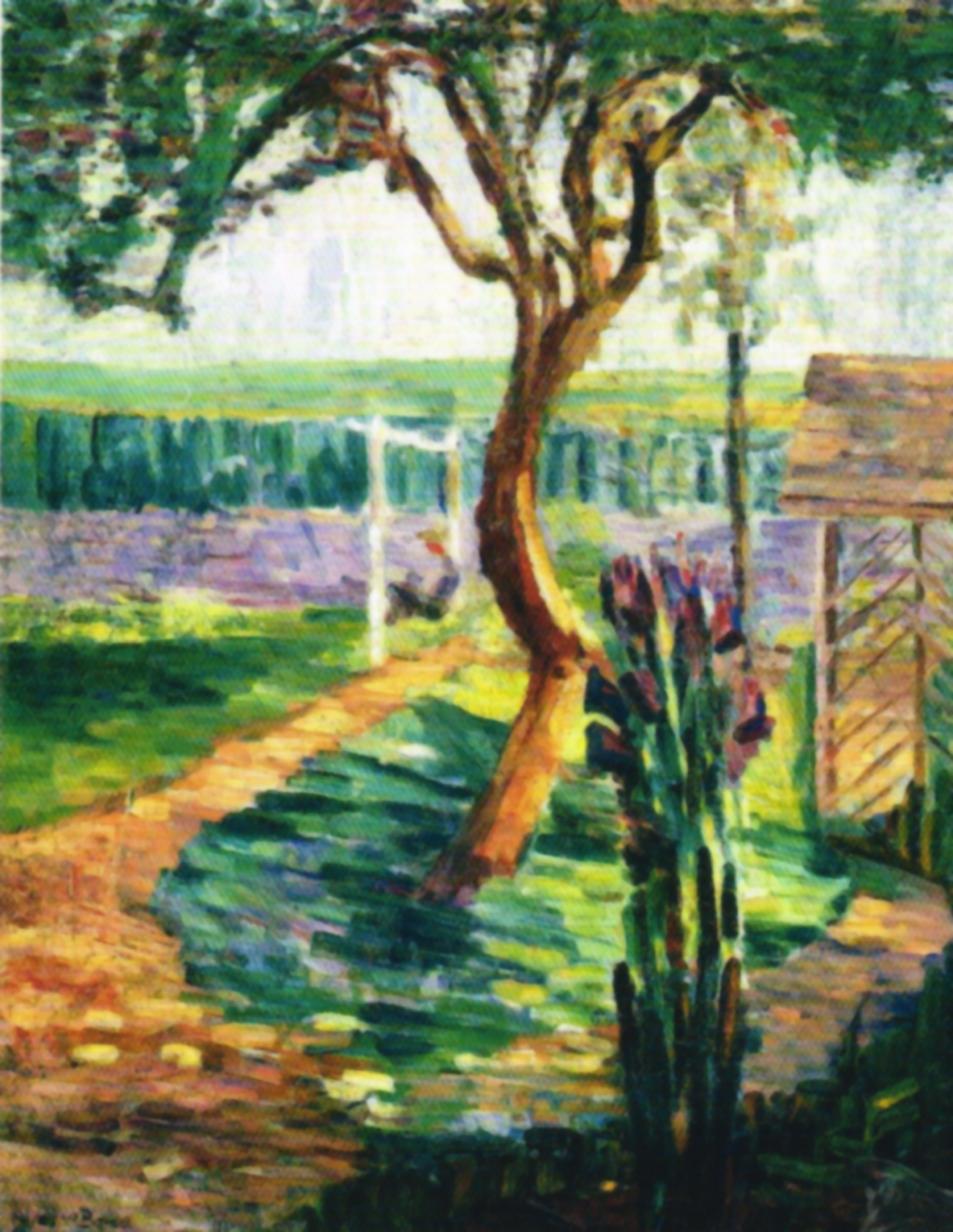
Im Garten, um 1915
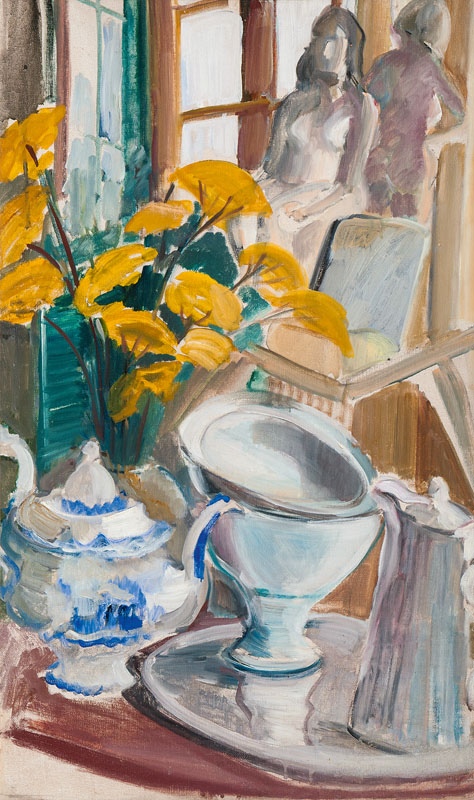
Atelierstill-leben, um 1918
Blick von der Süllbergterrasse in Blankenese auf die Elbe, 1918
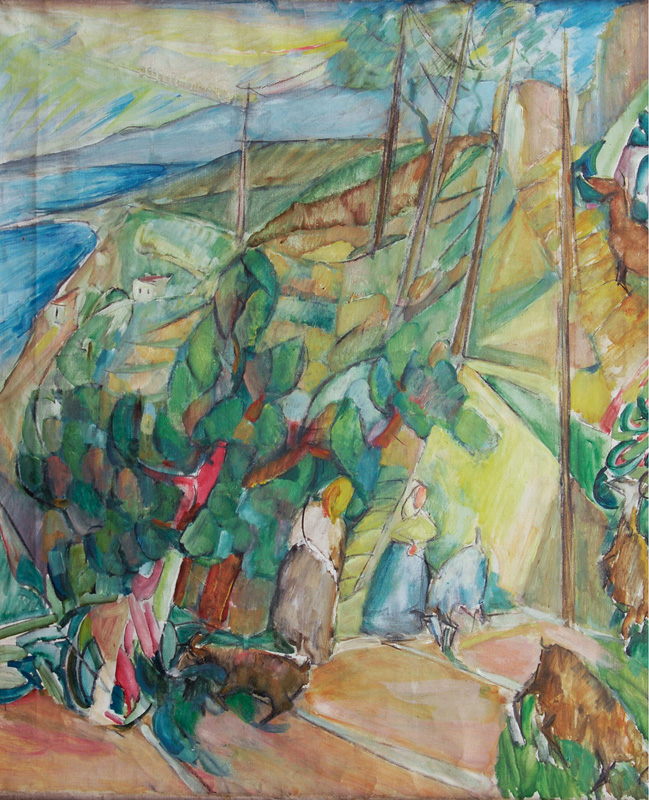
Taormina, 1918–1922
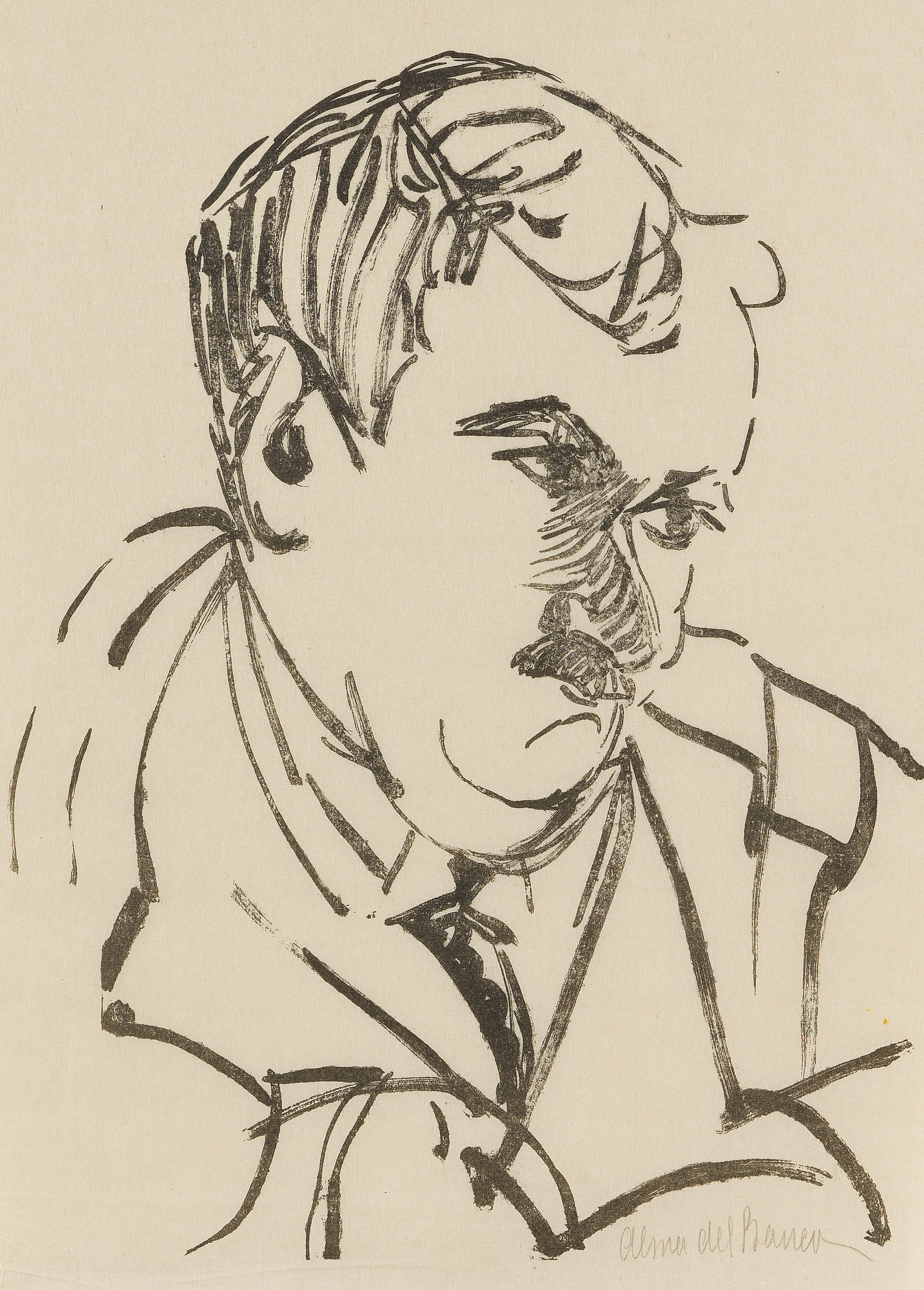
Porträt  August Wilhelm Hunzinger, um 1920
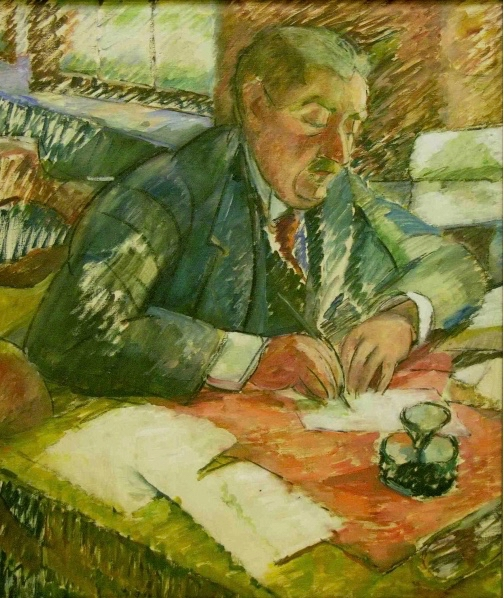
Porträt  August Wilhelm Hunzinger o. J.
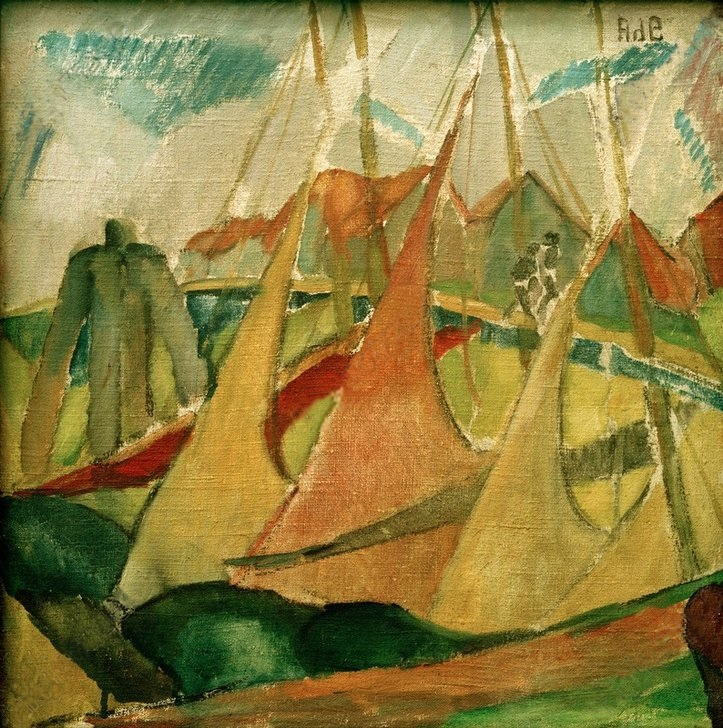
Rote und gelbe Segel (Segelschiffe in Cuxhaven), um 1922
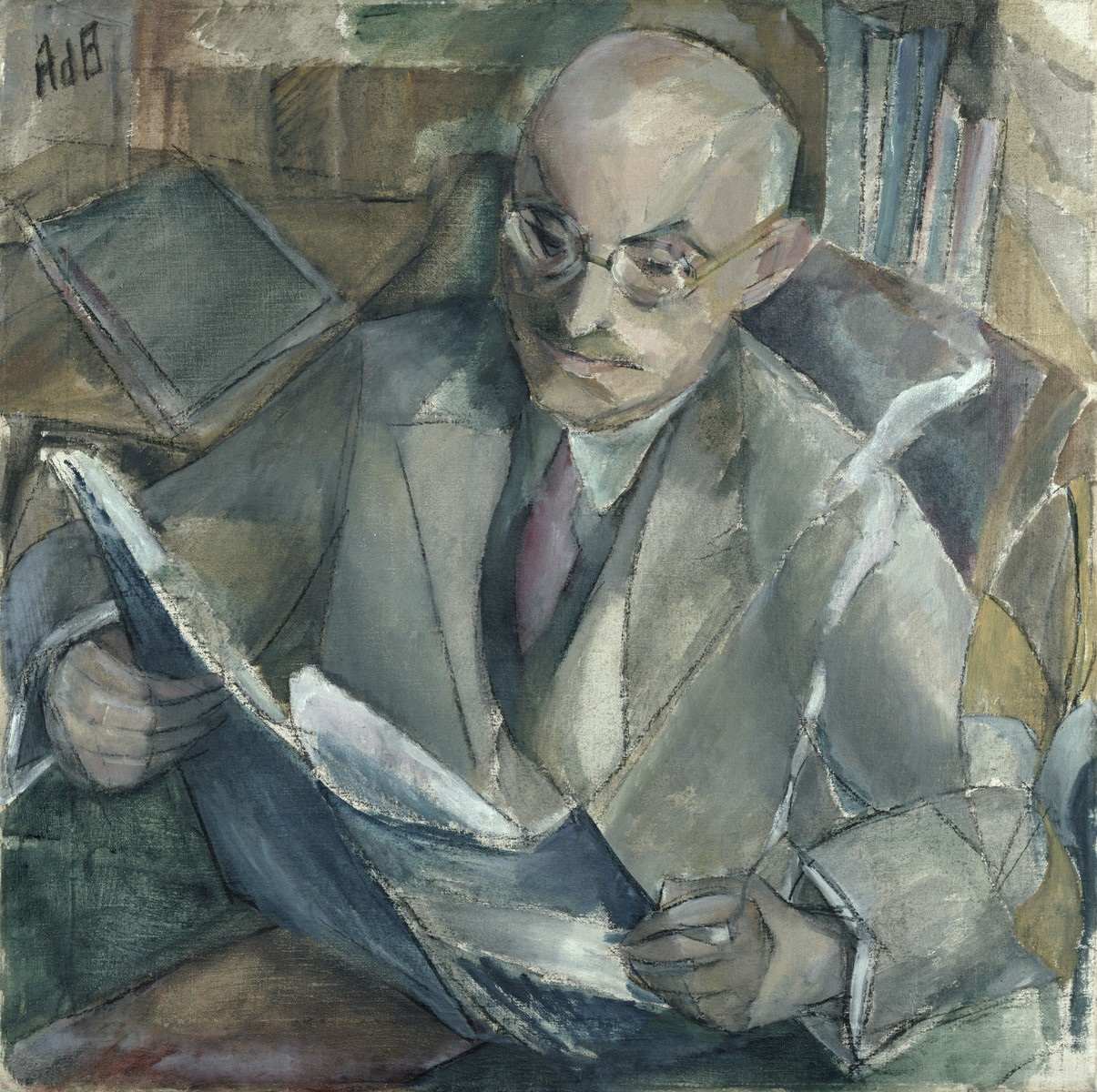
Porträt Dr. Wendemuth, um 1922, Hamburger Kunsthalle
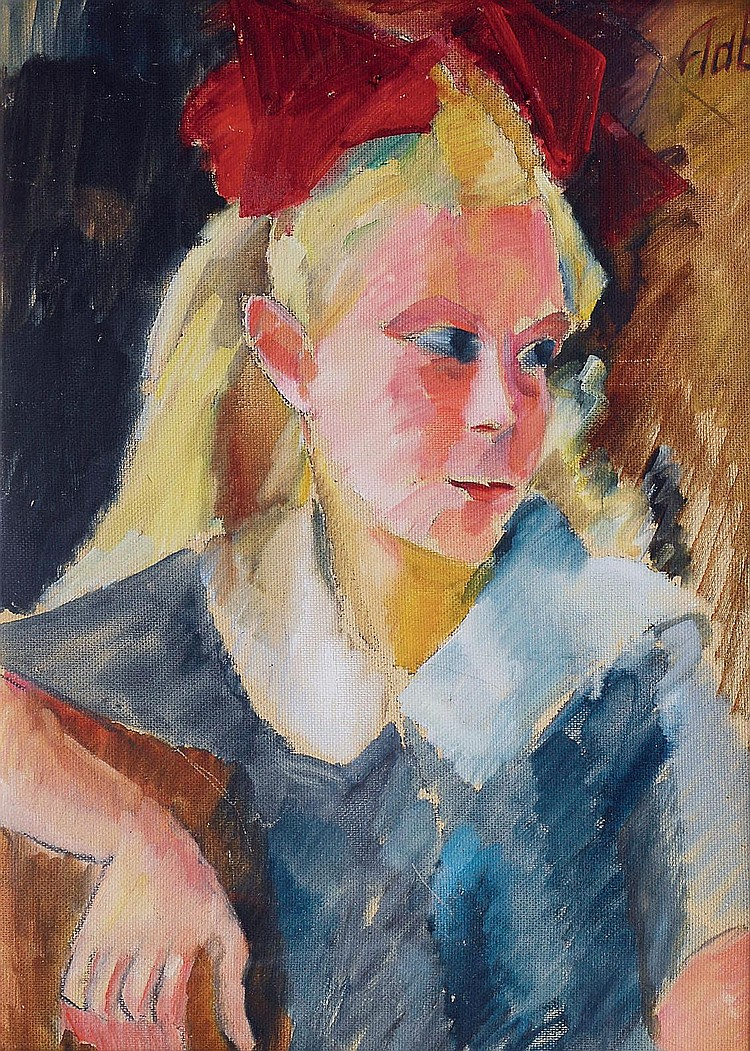
Mädchen mit roter Schleife, 1925
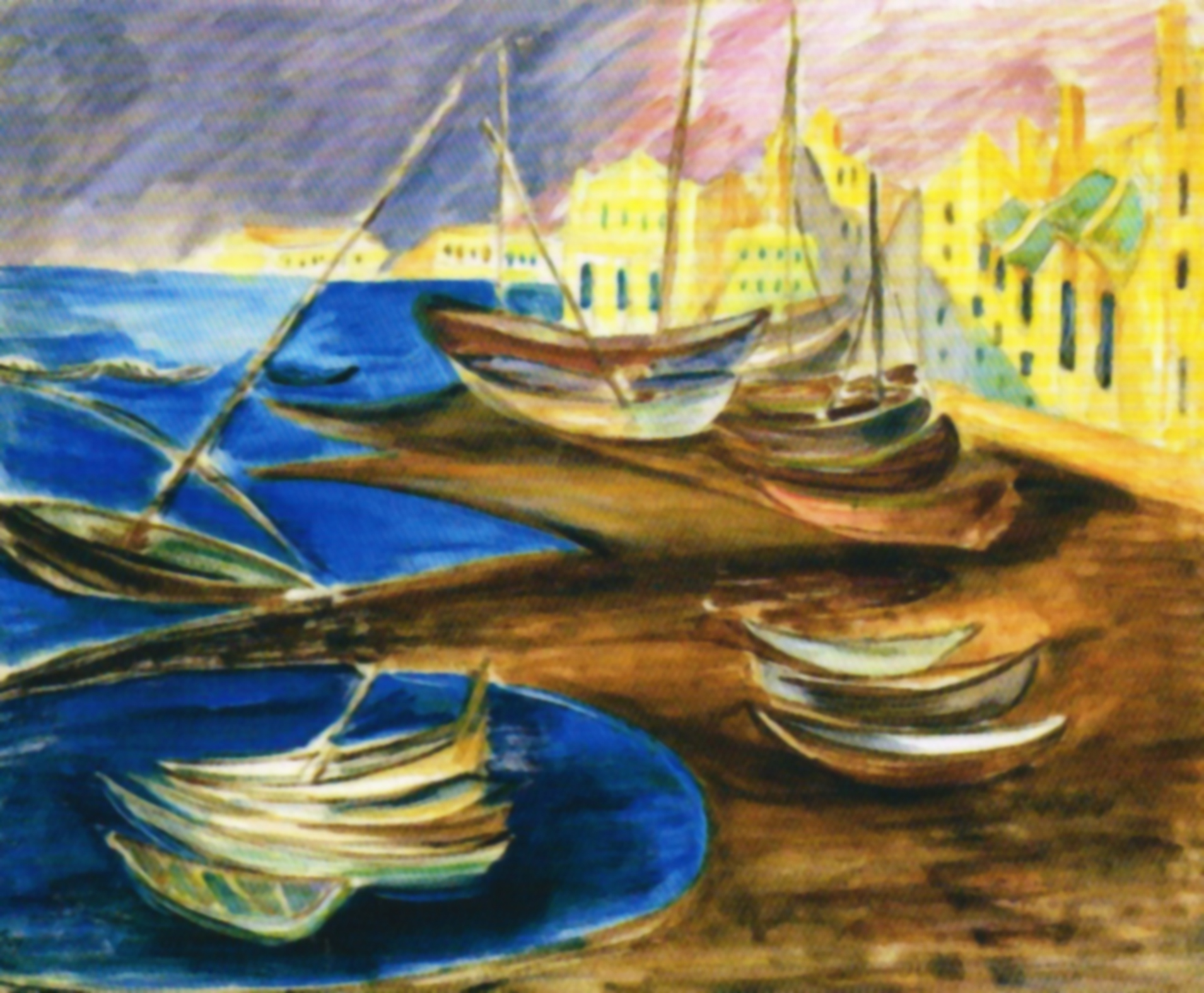
Fischerboote im Hafen, um 1925

## Honores

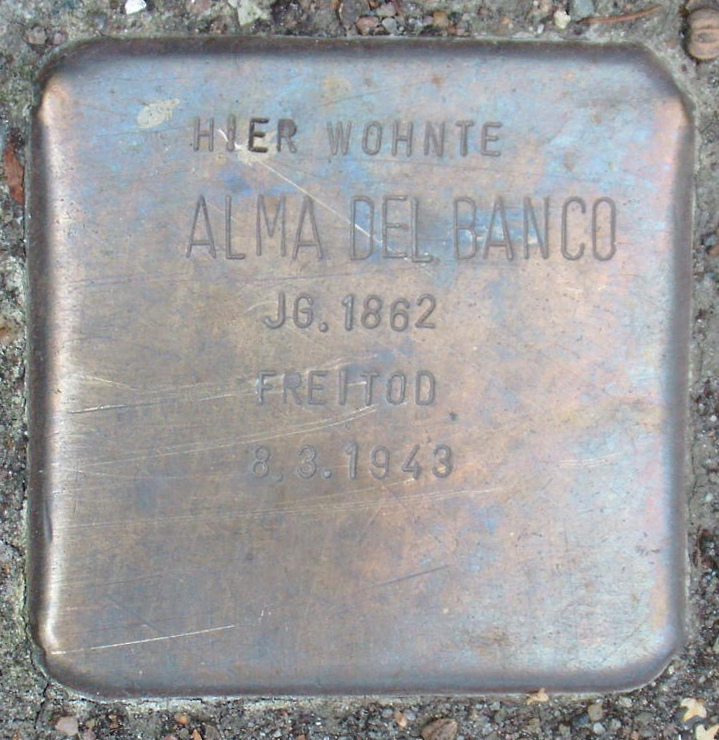
Escollo para Alma del Banco

Le colocaron una placa de suelo en la Hasenhöhe 95, en Blankenese, delante de su última residencia, que desde entonces ha sido demolida.

Se ha creado el Premio Alma del Banco, donado por el Foro de Hamburgo para Patrimonios de Artistas, que se otorga desde 2017 a la mejor tesis de licenciatura realizada por estudiantes de Arte y Diseño de la Universidad de Europa de Ciencias Aplicadas de Hamburgo.

## Exposiciones
- 1999/2000: Ostracizado, olvidado, redescubierto. Arte de representación expresiva de la Colección Gerhard Schneider, Kunstverein Südsauerland Olpe, Museo Baden, Solingen-Gräfrath. Catálogo de exposición ed. de Rolf Jessewitsch y Gerhard Schneider. Wienand, Colonia 1999, ISBN 3-87909-665-1, página 425
- 2004/2005: Vivir cuatro veces - Destino judío en Blankenese. Asociación para la investigación de la historia de los judíos en Blankenese, centro comunitario evangélico luterano. Parroquia de Blankenese, del 12 de abril al 18 de mayo de 2004, Cámara de Comercio de Hamburgo, del 20 de enero al 25 de febrero de 2005
- 2005: Estreno de la exposición. El Foro de Patrimonios de Artistas presenta obras de once artistas. Künstlerhaus Sootbörn, Hamburgo.
- 2006: Artistas femeninas de vanguardia (parte 1) en Hamburgo entre 1890 y 1933. Hamburger Kunsthalle, Hamburgo
- 2011/2012: Exposición de arte Alma del Banco, exposiciones de artistas judíos en Blankenese. Asociación para la investigación de la historia de los judíos en Blankenese junto con el Grupo de Trabajo sobre Iglesia y Arte, finalización con Thomas Sello y Maike Bruhns, centro comunitario de la Iglesia de Blankenese en el mercado
- 2011/2012: Alma del Banco. Elba, Alster, Mediterráneo. Casa Ernst Barlach, Hamburgo[8]
- 2016-2018: Obstinación. Artistas del GEDOK en la Secesión de Hamburgo. Museo de Arte e Industria de Hamburgo, 21 de octubre de 2016 al 4 de febrero de 2018.